# Caloramator
Caloramator è un genere di batterio appartenente alla famiglia delle Clostridiaceae.